# ژاک ژو
ژاک ژو (انگلیسی: Jacques Geus; ۲۲ فوریهٔ ۱۹۲۰ – ۱۳ ژوئیهٔ ۱۹۹۱) دوچرخه‌سوار اهل بلژیک بود.